# Stan Dargis
Stanley Dargis, nato Darginavicius, detto Stan (Palanga, 28 giugno 1928 – 5 agosto 2004), è stato un cestista lituano naturalizzato australiano.

## Carriera
Con l'Australia ha disputato le Olimpiadi del 1956, segnando 9 punti in 7 partite.